# Rinty Monaghan
John Joseph „Rinty“ Monaghan (* 21. August 1918 in Belfast, Vereinigtes Königreich; † 3. März 1984 in Belfast, Nordirland, Vereinigtes Königreich) war ein britischer Boxer. In seiner Laufbahn als Profiboxer war er Weltmeister und Europameister im Fliegengewicht.

## Werdegang
„Rinty“ Monaghan, dessen voller Name John Joseph Monaghan war, lebte zeitlebens in Belfast. Er besuchte dort die Schule, wo er auch mit dem Boxen begann. Schon sehr früh bestritt er seine ersten Profikämpfe. Von seinen 69 Kämpfen, die er bestritt, absolvierte er 68 auf den britischen Inseln und einen in Irland. Während des II. Weltkrieges wurde er eingezogen. In diesen Jahren bestritt er nur wenige Kämpfe und trat häufig als Teilzeit-Kabarettist auf. Richtig erfolgreich wurde er erst nach dem II. Weltkrieg. Sein Manager war dann Frank McAloren. 1950 musste er aus gesundheitlichen Gründen seine Karriere als Boxer aufgeben.

### Karriere als Profiboxer
Seinen ersten Kampf bestritt Rinty Monaghan am 13. April 1932 in Belfast und kam dabei im Fliegengewicht zu einem Punktsieg nach 4 Runden über seinen Landsmann Sam Ramsey. In den folgenden Jahren kämpfte er sich mit Können und Ausdauer langsam nach oben. Am 1. Mai 1937 verlor er in Belfast erstmals einen Kampf. Er musste dort eine Punktniederlage gegen Jim Keery hinnehmen. Am 23. Juli 1938 verlor er in Belfast gegen den Schotten Jackie Patterson durch K. o. in der 5. Runde. Das war seine erste K.-o.-Niederlage, die er in seiner Laufbahn hinnehmen musste. Gegen Jackie Patterson lieferte er sich später noch mehrere harte Kämpfe.
Am 6. November 1945 gewann er in Belfast mit einem K.-o.-Sieg in der 4. Runde über Bunty Doran den nordirischen Meistertitel im Fliegengewicht (British Boxing Board of Control Northern Ireland Area Flyweight Title). Das war der erste Meistertitel, den er gewann. Danach erboxte er sich mit Siegen über so starke Gegner wie Jackie Patterson, Terry Allen (Boxer) und Emile Famechon einen Spitzenplatz in der Weltrangliste. Am 16. Juli 1947 unterlag er jedoch in Glasgow, Vereinigtes Königreich, gegen den Hawaiianer Dado Marino durch Disqualifikation in der 9. Runde. Es kam dann am 20. Oktober 1947 in Harringay, Vereinigtes Königreich, zwischen beiden Boxern zur Revanche, bei dem es um den vakanten NBA-Weltmeistertitel im Fliegengewicht ging. Rinty Monaghan gewann diesen Kampf nach 15 Runden nach Punkten und wurde damit Weltmeister.
Am 23. März 1948 verteidigte Rinty Monaghan seinen Weltmeistertitel in Belfast durch einen K.-o.-Sieg in der 7. Runde über Jackie Patterson. In diesem Kampf gewann er zusätzlich den britischen Meistertitel und den Commonwealth-(British Empire)-Meistertitel. Am 5. April 1949 gewann er in Belfast auch den EBU-Europameistertitel im Fliegengewicht mit einem Punktsieg nach 15 Runden über den Franzosen Maurice Sandeyron. Nach diesem Sieg hielt er also die vier wohl bedeutendsten Titel im Profiboxen des Fliegengewichts. Am 30. September 1949 verteidigte Rinty Monaghan in Belfast diese vier Titel gegen Terry Allen, einen wesentlich jüngeren Engländer, durch ein „Unentschieden“ nach 15 Runden erfolgreich.
Im April 1950 musste Rinty Monaghan aus gesundheitlichen Gründen seine Karriere als Boxer aufgeben und alle Titel kampflos zurückgeben.
Erläuterungen
- Linksausleger = Führhand ist die linke, Schlaghand die rechte Hand